# Travis d'Arnaud
Travis Emmanuel d'Arnaud (Long Beach, 10 febbraio 1989) è un giocatore di baseball statunitense, ricevitore per gli Atlanta Braves della Major League Baseball.
Anche suo fratello maggiore, Chase d'Arnaud, gioca nella MLB.

## Minor League (MiLB)
D'Arnaud fu selezionato al 1º del draft amatoriale 2007 come 37ª scelta assoluta dai Philadelphia Phillies. Nello stesso anno giocò a livello rookie anno con i GCL Phillies della Gulf Coast League "GCL" chiudendo con .241 alla battuta, .278 in base, 4 fuoricampo, 20 RBI, 18 punti "run" e 4 basi rubate in 41 partite (141 AB). Nel 2008 giocò con due squadre finendo con .305 alla battuta, .367 in base, 6 fuoricampo, 30 RBI, 33 punti e una base rubata in 64 partite (239 AB).
Nel 2009 giocò a livello A con i Lakewood BlueClaws della South Atlantic League "SAL" chiudendo con .255 alla battuta, .319 in base, 13 fuoricampo, 71 RBI, 71 punti e 8 basi rubate in 126 partite (482 AB). Il 16 dicembre venne ceduto ai Lansing Lugnuts squadra affiliata dei Toronto Blue Jays. Il 13 gennaio 2010 venne invitato nel roster dei Blue Jays per il periodo pre-stagionale. Gioco livello A+ con i Dunedin Blue Jays della Florida State League "FSL" finendo con .259 alla battuta, .315 in base, 6 fuoricampo, 38 RBI, 36 punti e 3 basi rubate in 71 partite (263 AB).
Il 7 gennaio 2011 venne nuovamente richiamato per disputare la pre-stagione con i Blue Jays. Giocò a livello AA con i New Hampshire Fisher Cats della Eastern League "EAS" chiudendo con .311 alla battuta, .371 in base, 21 fuoricampo, 78 RBI, 72 punti e 4 basi rubate in 114 partite (424 AB). Il 18 novembre venne inserito nel roster dei Blue Jays, per essere protetto dal Rule 5 Draft. Nel 2012 passò a livello AAA con i Las Vegas 51s della Pacific Coast League "PCL" finendo con .333 alla battuta, .380 in base, 16 fuoricampo, 52 RBI, 45 punti e una base rubata in 67 partite (279 AB).
Nel 2013 giocò con tre squadre finendo con .286 alla battuta, .420 in base, 3 fuoricampo, 20 RBI, 25 punti e nessuna base rubata in 32 partite (105 AB). Nel 2014 giocò con due squadre finendo con .397 alla battuta, .441 in base, 7 fuoricampo, 18 RBI, 15 punti e 5 basi rubate in 18 partite (63 AB).
Nel 2015 giocò con 3 squadre finendo con .295 alla battuta, .326 in base, nessun fuoricampo 5 RBI, 3 punti e nessuna base rubata in 12 partite (44 AB). Nel 2016 giocò con due squadre finendo con .317 alla battuta, .462 in base, nessun fuoricampo, 7 RBI, 5 punti e una base rubata in 11 partite (41 AB)

## Major League (MLB)
Il 17 dicembre 2012 venne preso dai Mets insieme al ricevitore John Buck, al lanciatore Noah Syndergaard e l'interno Wulimer Becerra in cambio del lanciatore R.A. Dickey e i ricevitori Josh Thole, Mike Nickeas.
Debuttò nella MLB il 17 agosto 2013 al Petco Park di San Diego, contro i San Diego Padres. Il 20 dello stesso mese contro gli Atlanta Braves fece la sua prima valida in carriera. Dopo 5 giorni nel 5º inning contro i Detroit Tigers fece il suo primo fuoricampo in carriera. Il 15 settembre contro i Miami Marlins realizzò la valida decisiva (in inglese: walk-off single) nel 12º inning, portando i Mets a vincere per 1-0. Terminò la sua prima stagione con .202 alla battuta, .286 in base, un fuoricampo, 5 RBI, 4 punti, nessuna base rubata in 31 partite (99 AB).
Il 14 maggio 2014 venne messo sulla lista infortuni (dei 7 giorni) per una commozione cerebrale, il 25 iniziò la riabilitazione nella MiLB coi Binghamton Mets. L'8 giugno venne opzionato nei Las Vegas 51s per poi esser richiamato il 24 dello stesso mese. Terminò con .242 alla battuta, .302 in base, 13 fuoricampo, 41 RB, una base rubata e 48 punti in 108 partite (385 AB). Il 20 aprile 2015 venne messo sulla lista infortuni (dei 15 giorni) per la rottura del mignolo nella mano destra. Il 27 maggio iniziò la riabilitazione nella MiLB con i St. Lucie Mets, l'8 giugno venne spostato nei 51s e il 10 venne ritornò con i Mets. Il 21 venne nuovamente messo sulla lista dei 15 giorni per una distorsione al gomito sinistro. Il 23 luglio riprese a giocare con i St. Lucie Mets il 25 con i Binghamton Mets mentre il 31 ritornò in MLB. Terminò con .268 alla battuta, .340 in base, 12 fuoricampo, 41 RBI, nessuna base rubata, 31 punti in 67 partite (239 AB).
Il 26 aprile 2016 venne messo sulla lista infortuni (dei 15 giorni), per uno strappo nella cuffia dei rotatori della spalla destra. Il 5 giugno riprese a giocare nella MiLB con i St. Lucie Mets, il 17 con i 51s e il 21 con i Mets. Terminò con .247 alla battuta, .307 in base, 4 fuoricampo, 15 RBI, nessuna base rubata e 27 punti in 75 partite (251 AB), battendo con una distanza media in lunghezza di 201,47 feet e 31,76 feet in altezza.
Il 13 gennaio 2017 firmò un annuale per 1,875 milioni di dollari in arbitrato. Il 3 maggio è stato inserito nella lista infortunati (dei 10 giorni) per una contusione al polso destro.
Il 28 aprile 2019, d'Arnaud venne designato per la riassegnazione e il 3 maggio venne rilasciato dalla squadra.
Il 5 maggio, d’Arnaud firmò un contratto di un anno con i Los Angeles Dodgers. Il 10 maggio, i Dodgers scambiarono d'Arnaud con i Tampa Bay Rays in cambio di una somma in denaro. Divenne free agent al termine della stagione.
Il 24 novembre 2019, d'Arnaud firmò un contratto biennale dal valore complessivo di 16 milioni di dollari, con gli Atlanta Braves.

## Palmarès

### Club
- World Series: 1

Atlanta Braves: 2021

### Individuale
- Silver Slugger Award: 1

2020

### Minor League
- (1) Futures Game Selection (2012)
- (2) MiLB.Com Organization All-Star (2011-2012)
- (1) Topps AAA All-Star (2012)
- (1) Baseball America AAA All-Star (2013)
- (1) Baseball America Double-A All-Star (2011)
- (1) Topps AA All-Star (2011)
- (1) Mid-Season All-Star della "EAS" (2011)
- (1) MVP della "EAS" (2011)
- (1) Post-Season All-Star della "EAS" (2011)
- (1) Giocatore della settima della "FSL" (19 aprile 2010)
- (1) Mid-Season All-Star della "FSL" (2010)
- (1) Post-Season All-Star della "FSL" (2010)
- (1) Mid-Season All-Star della "SAL" (2009)
- (1) Mid-Season All-Star della New York-Penn League "NYP" (2008).